# Romdhan Chatta
Pour les articles homonymes, voir Ayed.
Romdhan Ben Ayed, dit Romdhan Chatta, né le 25 novembre 1939 à Bekalta et mort le 9 août 2017, est un acteur et homme de théâtre tunisien.

## Biographie
Originaire de la région du Sahel, l'acteur est connu notamment par son rôle de Hmidetou dans la série télévisée Mhal Chahed dans les années 1970, aux côtés de l'actrice Dalenda Abdou.
Durant ses quatre décennies de carrière, il incarne plusieurs rôles à succès comme celui de l'instituteur dans la pièce Maréchal Ammar, une adaptation tunisienne du Bourgeois gentilhomme de Molière, ou celui de Tijani Kalcita dans El Khottab Al Bab, feuilleton des années 1990.
Il meurt le 9 août 2017.

## Filmographie

### Cinéma
- 1968 : Le Rebelle de Omar Khlifi et Mohamed Marzouki
- 1972 : Au pays du Tararanni de Férid Boughedir, Hamouda Ben Halima, Hédi Ben Khélifa, Ali Douagi et Mohamed Yacine

### Télévision
- 1979 : Mahal Chahed d'Abou Loubaba Mrabet et Romdhan Chatta
- 1996-1997 : El Khottab Al Bab de Slaheddine Essid, Ali Louati et Moncef Baldi : Tijani Kalsita (invité d'honneur des épisodes 1, 2, 7, 9 et 11-15 de la saison 1 et l'un des acteurs principaux de la saison 2)

### Théâtre
- 1967 : Le Maréchal d'Abderrazak Hammami, Aly Ben Ayed et Noureddine Kasbaoui